# Gus Backus
Gus Backus (geboren als Donald Edgar Backus), (Southampton, New York, 12 september 1937 – Germering, 21 februari 2019) was een Amerikaanse schlagerzanger die zijn grootste bekendheid genoot in de vroege jaren zestig in Duitsland. Hij is vooral bekend van hits als Da sprach der alte Häuptling, Der Mann im Mond en Sauerkraut-Polka. In Nederland scoorde hij een hit met Das kleine Wunder vom großen Glück.

## Biografie
Gus Backus werd op 12 september 1937 in Southampton, New York geboren onder de naam Donald Edgar Backus als zoon van een voorman op een aardappelplantage. Hij werd door zijn vader, die ook Donald heette, echter Gus genoemd en dit gebruik werd overgenomen. Gus Backus had twee broers en twee zussen. Toen vader Backus een andere baan kreeg, verhuisde het gezin naar het noorden van New York. Gus was een snelle leerling en kon twee klassen overslaan. In zijn vrije tijd deed hij aan boksen en ijshockey. Op 14-jarige leeftijd scheidden zijn ouders en liep Gus van huis weg. Hij dook onder in Brooklyn. Gus wilde aanvankelijk arts worden en om zijn studie te betalen ging hij werken als zingende schoenpoetser. Tijdens het schoenpoetsen zong hij liedjes en werd hij begeleid door een achtjarige mondharmonicaspeler. Met het geld dat hij verdiende kon hij zijn studie geneeskunde betalen.
Later besloot hij zich toch te richten op een carrière als zanger. Door zijn dienstplicht werd hij in 1956 gestationeerd in Pittsburgh, Pennsylvania. In 1957 verving hij op 19-jarige leeftijd Don Jackson, die de Pittsburghse doo-wopgroep The Del-Vikings verliet. Deze groep had eerder dat jaar een grote hit met Come go with me. Gauw daarna splitste de groep zich op in twee verschillende groepen die zich The Del-Vikings en The Dell-Vikings noemden. Als leadzanger van The Del-Vikings scoorde Backus een Amerikaanse #12-hit met Cool shake. The Del-Vikings was een bijzondere groep, omdat het een van de weinige multiraciale doo-wopgroepen was. Naast de blanke Backus, bestond de originele bezetting van de groep uit nog één blanke en drie zwarte zangers.
Op 28 juli 1957 werd Backus gestationeerd in het West-Duitse Wiesbaden en moest zodoende The Del-Vikings verlaten. Nochtans bleef bij bezig met muziek en toen hij in 1958 op vakantie in zijn thuisland was nam hij zijn eerste solosingle op: My chick is fine. Toen zijn diensttijd in Duitsland erop in 1959 op zat, besloot hij zich daar te vestigen. Hij is uiteindelijk ook in Duitsland getrouwd en heeft er vier kinderen gekregen. Zijn schoonbroer raadde hem aan bekende Engelse nummers voor de Duitse markt in het Duits op te nemen. Datzelfde jaar verschijnen enkele Duitstalige singles, waarvan de eerste Ab und zu was, een cover van Elvis Presleys A fool such as I.
In 1960 brak Backus door met de single Brauner Bär und weiße Taube, een cover van Johnny Prestons hit Running bear. Er volgde direct een reeks succesvolle opvolgers, waaronder Muß i denn en Da sprach der alte Haüptling. Vanaf dat moment bestond zijn repertoire naast Duitstalige covers van grote hits ook uit composities die speciaal voor hem zijn geschreven. Het ging hierbij voornamelijk om schlagers. In 1961 had Backus zijn eerste #1-hit in Duitsland met Der Mann im Mond. Tot in 1963 wist hij top 10-hits te halen met de nummers Sauerkraut-Polka, No Bier, no Wein, no Schnaps, Linda, Das Lied vom Angeln en Er macht mich krank, der Mondschein an der Donau. In de periode van 1959 tot 1965 speelde hij ook in 25 Duitse speelfilms.
In 1964 veroverde de beatmuziek de Duitse hitlijsten en werd het voor Backus moeilijker nog met succesvolle singles te komen. Hij reisde dat jaar naar Nashville om een album op te nemen met Duitse en Engelstalige hillbilly, maar het werd geen groot succes. Ook in de hitparade had hij na 1964 geen grote hits meer. In 1966 en 1967 bleven Bohnen in die Ohr'n en Ein Koffer voller Souvenirs aus Germany respectievelijk op #30 en #39 steken. In 1973 besloot hij terug te keren naar de Verenigde Staten en ging daar werken in Texas als voorman op een olieveld.
In de jaren tachtig keerde hij echter weer terug naar Duitsland om te kunnen profiteren van de oldiesrage uit die tijd. Hij vestigde zich deze keer met zijn gezin in München. Anno 2007 trad hij nog op met de groep Teddy und die Lollipops, met wie hij zijn oude hits zong. Deze groep speelde de nummers uit de Del-Vikings-periode, maar ook de Duitstalige hits waarmee hij succes had.

## Discografie

### Singles
| Single met hitnotering(en) in oude hitlijsten | Datum van verschijnen | Datum van binnenkomst | Hoogste positie | Aantal maanden | Opmerkingen | Bron                 |
| --------------------------------------------- | --------------------- | --------------------- | --------------- | -------------- | ----------- | -------------------- |
| Das kleine Wunder vom großen Glück            |                       | mrt 1963              | 14              | 2M             |             | Muziek Expres Top 30 |

## Hits in Duitsland
- 1960 - Brauner Bär und weiße Taube (Running Bear)
- 1960 - Da sprach der alte Häuptling der Indianer
- 1961 - Auf Wiederseh'n
- 1961 - Der Mann im Mond
- 1961 - Heut kommen d’ Engerln auf Urlaub nach Wien
- 1961 - I bin a stiller Zecher
- 1961 - Sauerkraut-Polka
- 1962 - No Bier, No Wein, No Schnaps
- 1962 - Das Lied vom Angeln
- 1962 - Linda (Ein Haus in den Rockys)
- 1962 - Das kleine Wunder vom großen Glück
- 1963 - Bißchen Denken beim Schenken
- 1963 - Er macht mich krank, der Mondschein an der Donau
- 1963 - Mein Schimmel wartet im Himmel
- 1963 - Rote Lippen soll man küssen
- 1964 - Wenn doch jede Woche mal der Erste wär
- 1966 - Bohnen in die Ohren
- 1967 - Ein Koffer voller Souvenirs
- #### - Wer hat die Kokosnuss geklaut
- #### - Alles Gute zum Geburtstag

## Filmografie
- 1959: Paradies der Matrosen
- 1959: Mein Schatz, komm mit ans blaue Meer
- 1960: Schön ist die Liebe am Königssee
- 1961: Adieu, Lebewohl, Goodbye
- 1961: Im schwarzen Rößl
- 1961: Schlager-Revue 1962
- 1961: Unsere tollen Tanten
- 1961: Isola Bella
- 1961: … und du mein Schatz bleibst hier
- 1961: Drei weiße Birken
- 1962: Drei Liebesbriefe aus Tirol
- 1962: Café Oriental
- 1962: Ohne Krimi geht die Mimi nie ins Bett
- 1963: Das haben die Mädchen gern
- 1963: Unsere tollen Nichten
- 1963: Unsere tollen Tanten in der Südsee
- 1963: Übermut im Salzkammergut
- 1963: … denn die Musik und die Liebe in Tirol
- 1964: Holiday in St. Tropez
- 1964: Die lustigen Weiber von Tirol
- 1964: Show hin – schau her (televisie)
- 1964: Silvester Show (televisie)
- 1965: Das gibt’s doch zweimal (televisie)
- 1965: Hotel der toten Gäste
- 1965: Tausend Takte Übermut
- 1965: Ich kauf mir lieber einen Tirolerhut
- 1966: Paris ist eine Reise wert (televisie)
- 1969: Pistolen-Jenny (televisie)
- 2011: Die Mondverschwörung